# Liste des ordres, décorations et médailles de l'Ukraine
Les ordres, décorations et médailles de l'Ukraine constituent un système par lequel les citoyens, civils et militaires sont récompensés pour leur courage, leur réussite ou pour services rendus. Le système comprend les ordres honorifiques, les décorations, à titre civil ou militaire et les médailles.

## Ordres, décorations et médailles en vigueur
Distinction pour les unités : Pour le Courage et la Bravoure .

### Par ordre décroissant
| Héros de l'Ukraine (1998) | croix du mérite militaire (2022) | Ordre de la Liberté (2008) | Ordre du prince Iaroslav le Sage (1995) | Ordre du Mérite (Ukraine) (1996) | Ordre de Bohdan Khmelnitsky (1995) |
| ------------------------- | -------------------------------- | -------------------------- | --------------------------------------- | -------------------------------- | ---------------------------------- |
|                           |                                  |                            |                                         |                                  |                                    |
|                           |                                  |                            |                                         |                                  |                                    |

| Ordre des Héros de la Centurie céleste (2014) | Ordre « pour le Courage » (1996) | Ordre de la princesse Olga (1995) | Ordre de Daniel de Galicie (1996) |
| --------------------------------------------- | -------------------------------- | --------------------------------- | --------------------------------- |
|                                               |                                  |                                   |                                   |
|                                               |                                  |                                   |                                   |

| Croix Ivan Mazepa (1995) | Ordre du courage du travail minier (2008) | Médaille pour service militaire à l'Ukraine (1996) | Médaille pour service irréprochable (Ukraine) (1996) | Médaille Défenseur de la Patrie (1999) | médaille Pour-une-Vie-Sauvée (2008) |
| ------------------------ | ----------------------------------------- | -------------------------------------------------- | ---------------------------------------------------- | -------------------------------------- | ----------------------------------- |
|                          |                                           |                                                    |                                                      |                                        |                                     |
|                          |                                           |                                                    |                                                      |                                        |                                     |

### Honorable
Décerné pour une reconnaissance dans une branche d'activité.
| Artiste du Peuple d'Ukraine (1922) | Peintre du Peuple d'Ukraine (1924) | journaliste émérite d'Ukraine (1919) | artiste émérite d'Ukraine | Travailleur culturel émérite d'Ukraine | Honorable maître d'art populaire d'Ukraine (1958) | arme à feu enregistrée | Légende nationale d'Ukraine (2021) |
| ---------------------------------- | ---------------------------------- | ------------------------------------ | ------------------------- | -------------------------------------- | ------------------------------------------------- | ---------------------- | ---------------------------------- |
|                                    |                                    |                                      |                           |                                        |                                                   |                        |                                    |

### Culturel
Le prix Lessia-Oukraïnka en littérature pour la jeunesse, le prix Vassyl-Stous, le 
prix Iouriy-Cheveliov, pour le théâtre Pectoral de Kiev, les Dzyga d'or pour le cinéma. Prix Antonovitch d'une fondation privé pour l'écriture en langue ukrainienne.
| Prix Alexandre-Dovjenko (1994) | Prix national Taras-Chevtchenko (1961) | Prix de l'Ukraine pour l'éducation (2006) | Prix de l'Ukraine pour l'architecture (1988) | Médaille Vladimir-Vernadski (2003) |
| ------------------------------ | -------------------------------------- | ----------------------------------------- | -------------------------------------------- | ---------------------------------- |
|                                |                                        |                                           |                                              |                                    |